# La Tournée (film, 1996)
Pour les articles homonymes, voir The Band Wagon et La Tournée.
Pour plus de détails, voir Fiche technique et Distribution.
La Tournée (Bandwagon) est un film américain sorti en 1996, réalisé et écrit par John Schultz, avec pour vedette Lee Holmes et Kevin Corrigan.

## Production
Le scénariste/réalisateur John Schultz était le batteur du groupe indépendant de La Connells mais les a laissé pour commencer une carrière de cinéaste. Bandwagon n'était pas seulement le premier long-métrage pour Schultz, mais aussi pour beaucoup des membres de l'équipe de tournage. Schultz a dit « Sur le tournage, nous n'avons pas vraiment compris ce que nous étions en train de faire et ce que nous faisions de mal. Nous nous sommes rendus compte de ces erreurs une fois que nous fûmes dans la salle de montage. » Le film a été réalisé en 1993 dans la ville natale de Shultz Raleigh, en Caroline du Nord en 6 semaines.
Greg Kendall est un chanteur/guitariste qui a été embauché pour écrire les chansons pour le groupe dans le film. Il a été introduit à Schultz par un ami commun, Doug MacMillan qui joue Linus Tate dans le film. Il a dit « Il devait y avoir de bonnes chansons, mais elles devaient être crédibles. Elles ne pouvaient pas être trop stupides ni trop fleuries. » Schultz fournit les titres des chansons et Kendall a écrit et chanté la plupart d'entre elles. Elles ont été enregistrées à Fort Apache Studios à Cambridge, dans le Massachusetts. Huit de ses chansons apparaissent dans le film et il a également composé la partition. Kendall aime le fait qu'il n'y a « rien de MTV à ce sujet [le film]. C'est naïf, certains diront que c'est une faute. Je dirais que c'est une force. »

## Réaction
Le film a fait ses débuts au Festival du Film de Sundance en 1996. Il a par la suite été repris par Lakeshore Entertainment.

## Disponibilité des médias pour la maison
Le film est sorti en VHS en 1998. En 2013, Amazon.com a commencé à offrir une fabrication de DVD à la demande.